# Arne Odd Johnsen
Arne Odd Johnsen, född den 3 december 1909 i Bærum, död den 9 juli 1985, var en norsk historiker och fackboksförfattare. Han var son till professorn i historia Oscar Albert Johnsen och dotterson till uppfinnaren av tankskeppet, Even Tollefsen.
Han tog artium 1928, magistergrad 1936 och blev dr. philos. 1946 med avhandlingen Studier vedrørende kardinal Nicolaus Brekespears legasjon til Norden. Johnsen innehade ett universitetsstipendium 1939-43, och vikarierade som föreläsare vid universitetet i Oslo 1947, 1948 och 1952-53. 
Johnsen blev efterhand en ledande författer inom de historiska delområdena kyrkohistoria, norsk medeltidshistoria, stads- och näringslivshistoria. Han blev utnämnd till statsstipendiat 1958. Han var ledamot av Det Norske Videnskaps-Akademi från 1949 och Det Kongelige Norske Videnskabers Selskab från 1953.

### Artiklar iHistorisk Tidsskrift
- Grunnlov for Vågå sogns økonomiske selskap av 13. januar 1809 Historisk tidsskrift 1934-36 30: 426-430
- Hvordan Kristiansund vokste frem Historisk tidsskrift 1943-46 33: 286-313, 31
- Om St. Victorklosteret og nordmennene Historisk tidsskrift 1943-46 33: 405-432
- Den moderne hvalfangstens kausalproblemer Historisk tidsskrift 1946-48 34: 152-178
- Om Hallvardslegenden og ordalieforbudet Historisk tidsskrift 1949-51 35: 133-156
- Svar på Jens Arup Seips melding av "Fra ættesamfunn til statssamfunn" Historisk tidsskrift 1949-51 35: 499-512
- Hvor studerte biskopbrødrene Arne og Audfinn? Historisk tidsskrift 1952-53 36: 89-98
- Kong Erik Magnussons krav på Skottland 1292 Historisk tidsskrift 1954-56 37: 145-175
- Forsvarstanke og suverenitetsprinsipp. Kretsen om Aftenposten i den unionspolitiske debatt 1890-mars 1905. Opposisjonsinnlegg ved Gunnar Christie Wasbergs doktordisputas Historisk tidsskrift 1964 43: 143-153
- Filip IV's relikviegaver til Håkon V (1303-1304) Historisk tidsskrift 1965 44: 151-156
- Er Nortuagia den eldste fremmede navneform for Norge? Historisk tidsskrift 1968 47: 219-221
- Ad Filip IV's relikviegaver til Håkon V Historisk tidsskrift 1968 47: 221-223
- Svar på resensjon Historisk tidsskrift 1969 48: 262-263
- Det eldste norske provinsialinstitutt. Opposisjonsinnlegg ved Vegard Skånlands doktordisputas Historisk tidsskrift 1971 50: 103-122
- Om bolognaskolaren "Dominus Bernardus". Svar til Knut Robberstad Historisk tidsskrift 1972 51: 318-321
- Hvem var den norske Bologna-skolaren "Dominus Bernardus"? Historisk tidsskrift 1972 51: 70-76
- Om misjonsbiskopen Grimkellus Historisk tidsskrift 1975 54: 22-34